# Open-Lung-Konzept
Das Open-Lung-Konzept ist ein von Burkhard Lachmann postuliertes Beatmungsmuster, das in der Intensivmedizin Anwendung findet. Dabei werden von Atelektase betroffene Lungengebiete durch ein Blähmanöver (Lachmann-Manöver) mit kurzfristig hohem Beatmungsdruck wieder für den Gasaustausch zugänglich gemacht. Anschließend wird die freie Luftzirkulation durch Anlegen eines hohen endexpiratorischen Druckniveaus (PEEP) sichergestellt.
Das Konzept ist geprägt durch Lachmanns zusammenfassenden Satz: "Open up the lung and keep the lung open".

## Vor- und Nachteile
Durch die Öffnung zeitweise nicht beatmeter Lungenareale wird die Sauerstoffsättigung im Blut verbessert. Darüber hinaus sinkt durch die größere zugängliche Oberfläche der Druck auf einzelne Alveolen. Es besteht jedoch die Gefahr einer Verletzung der Lunge (Pneumothorax) und der damit verbundenen Ansammlung von Luft im Pleuraspalt. Außerdem wird der Blutdruck im Lungenkreislauf erhöht und es kann zu Kreislaufeinbrüchen kommen.